# Dy
För andra betydelser, se DY.
Dy eller sjödy är en organisk jordart bestående av utfällda humusämnen. Jordarten bildas framförallt i små näringsfattiga sjöar i barrskogs- eller mossområden. 
Dy har en lös och klibbig konsistens. Dy förekommer i naturen ofta uppblandat mer eller mindre uppblandat med gyttja, och kallas då beroende på volymförhållandet mellan dessa, gyttjig dy, eller dyig gyttja. Dyavlagringar har sällan eller aldrig några betydande mäktigheter utan begränsas vanligen till från någon centimeter upp till ett par decimeter. 
Finns mellan skog och sjö oftast.